# Pristimera cambodiana
Pristimera cambodiana là một loài thực vật có hoa trong họ Dây gối. Loài này được (Pierre) A.C. Sm. miêu tả khoa học đầu tiên năm 1945.